# Heinrich von Isny
Heinrich II. von Isny OFM (* 1222 in Isny als Heinrich Göck(h)elmann; † 17./18. März 1288 in Hagenau), auch Knoderer und Gürtelknopf genannt, war als Heinrich IV. 1275 bis 1286 Bischof von Basel, als Heinrich II. 1286 bis 1288 Erzbischof von Mainz und Erzkanzler des Reichs unter Rudolf von Habsburg.

## Leben
Heinrich Göckelmann wurde als Sohn eines Bäckers oder Schmieds in Isny im Allgäu geboren. Er trat dem Orden der Minoriten bei; von deren Ordenstracht rührt auch Heinrichs Beiname Knoderer oder Gürtelknopf her. Er studierte in Paris und wurde Lesemeister des Minoritenordens in Basel. 1274/75 war er erstmals Gesandter Rudolfs I., als dieser um die Anerkennung seiner Wahl zum König kämpfte.
1275 wurde er Bischof von Basel, 1286 Erzbischof von Mainz damit zugleich Erzkanzler. Auch während seiner Amtszeit als Bischof war Heinrich von Isny als Vertrauter Rudolfs mehrfach in dessen Auftrag als Gesandter tätig.
Als Rudolf I. den Mainzer Landfrieden noch einmal nur für ein einzelnes Stammesgebiet beschwören lassen wollte, errichtete Heinrich, von Rudolf zum Landfriedenshauptmann und Reichsvikar der Thüringer Lande ernannt, einen am 29. März 1287 vom König bestätigten Landfrieden. Dieses bloße Anknüpfen an das alte Reichsgesetz misslang jedoch, und Rudolf erneuerte daraufhin den Mainzer Landfrieden auf dem Würzburger Hoftag von 1287. Heinrichs Nachfolger als Landfriedenshauptmann wurde der Landvogt der Wetterau, Gerlach von Breuberg.